# Asociación Mundial de Futsal
För andra betydelser, se AMF (olika betydelser).
Asociación Mundial de Futsal, mer känt under akronymen AMF, är futsalens världsorganisation, grundad i Asunción, Paraguay år 2002. Organisationens föregångare, fram till 2001, gick under namnet Federación Internacional de Fútbol de Salón (FIFUSA).
AMF tillåter medlemskap för lag som inte representerar självständiga länder. Detta inkluderar Curação, liksom regioner i Spanien som Katalonien, Baskien och Galicien. AMF arrangerar både VM för herrar och damer, liksom U20-VM (för herrar).

## Kontinentala förbund
Följande konfederationer är medlemmar i AMF:
| Kontinent                | Konfederationens namn (förkortning inom perenteser)                         |
| ------------------------ | --------------------------------------------------------------------------- |
| Sydamerika               | Confederación Sudamericana de Futsal (CSFS)                                 |
| Sydamerika               | Confederación Panamericana de Futsal (CPFS/PANAFUTSAL)                      |
| Nord- och centralamerika | Confederacion Centaomericana y del Caribe de Futbol de Salon (CONCACFUTSAL) |
| Europa                   | Futsal European Federation (FEF)                                            |
| Asien                    | Confederation of Asian Futsal (CAFS)                                        |
| Afrika                   | Confederation of African Futsal (CAFUSA)                                    |
| Oceanien                 | Confederation Futsal of Oceania (CFSO)                                      |

## Medlemmar
- Afrika
  -  Kongo-Brazzaville
  -  Marocko
  -  Sydafrika
- Amerika
  -  Argentina
  -  Bolivia
  -  Brasilien
  -  Chile
  -  Colombia
  -  Curaçao
  -  Ecuador
  -  Mexiko
  -  Paraguay
  -  Peru
  -  Uruguay
  -  USA
  -  Venezuela
- Asien
  -  Indien
  -  Kazakstan
  -  Kina
  -  Pakistan
  -  Sydkorea
- Europa
  -  Frankrike
  -  Italien
  -  Katalonien
  -  Monaco
  -  Ryssland
  -  Schweiz
  -  Österrike
- Oceanien
  -  Australien